# سبا دلکای (آرزیونا)
سبا دلکای (به انگلیسی: Seba Dalkai) یک منطقهٔ مسکونی در ایالات متحده آمریکا است که در شهرستان ناواهو، آریزونا واقع شده‌است. سبا دلکای ۳۹٫۱۹ کیلومتر مربع مساحت و ۲۱۷٬۳۸۵ نفر جمعیت دارد و ۱٬۸۰۳ متر بالاتر از سطح دریا واقع شده‌است.